# Xiyong
Xiyong (kinesiska: 西永) är ett stadsdelsdistrikt i sydvästra Kina. Det ligger i stadsdistriktet Shapingba i storstadsområdet Chongqing, omkring 20 kilometer väster om det centrala stadsdistriktet Yuzhong. Antalet invånare är 26140. Befolkningen består av 11 718 kvinnor och 14 422 män. Barn under 15 år utgör 8,0 %, vuxna 15-64 år 82 %, och äldre över 65 år 8,0 %.